# Anniviers
Anniviers é uma  comuna suíça, e uma cidade do cantão  Valais ,  do  Distrito de Sierre. Com uma superfície de 242,95 km2 e uma população de 2 617 hab. tem uma densidade de 10,8 hab/km2
Situada na margem esquerda do Rio Ródano, chamava-se antes de 1052 Annivesium e o antigo nome alemão era Eifischtal. O nome da comuna é na realidade o de uma família Anniviers que deu vários Bispos a Sião, aliás o Vale de Anniviers foi comprado pelos Bispos de Sion (1116-1138) e cedida ao capítulo. Em 1193, o bispo tornou-se senhor-bispo de Anniviers.

## Turismo
O Vale de Anniviers é em si mesmo uma verdadeira atracção turística  com localidades como Grimentz ou Saint-Luc que aliás fazem parte do Inventário Suíço dos bens culturais de importância nacional e regional com as suas casa e os telhados em madeira. 
Situada numa zona de montanha, tem um número elevado de caminhos pedestres, e é uma importante zona de esqui com as estações de  Grimentz, Saint-Luc-Chandolin e Zinal. A estação de Vercorin, se bem que ligada com as outras sociedades de subidas mecânicas, não faz parte da comuna de Anniviers.

## Imagens

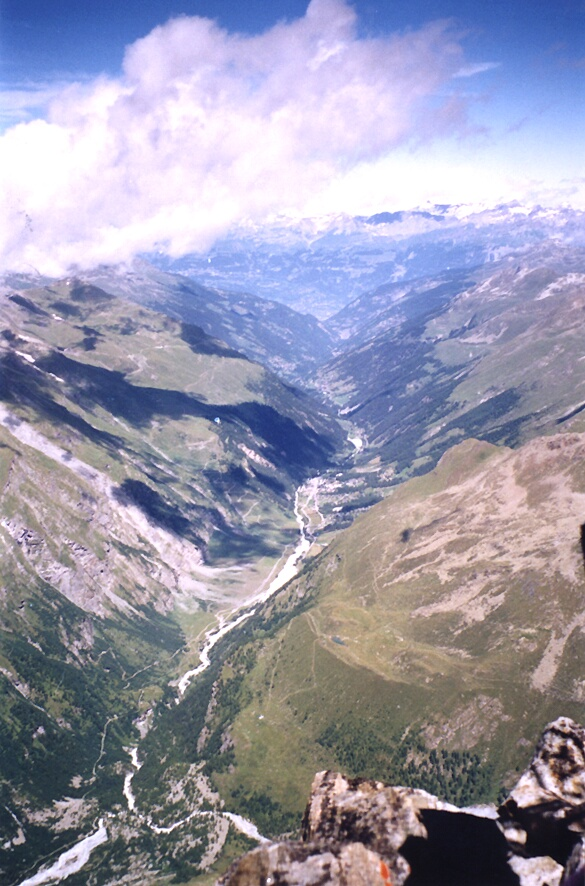
Val de Anniviers
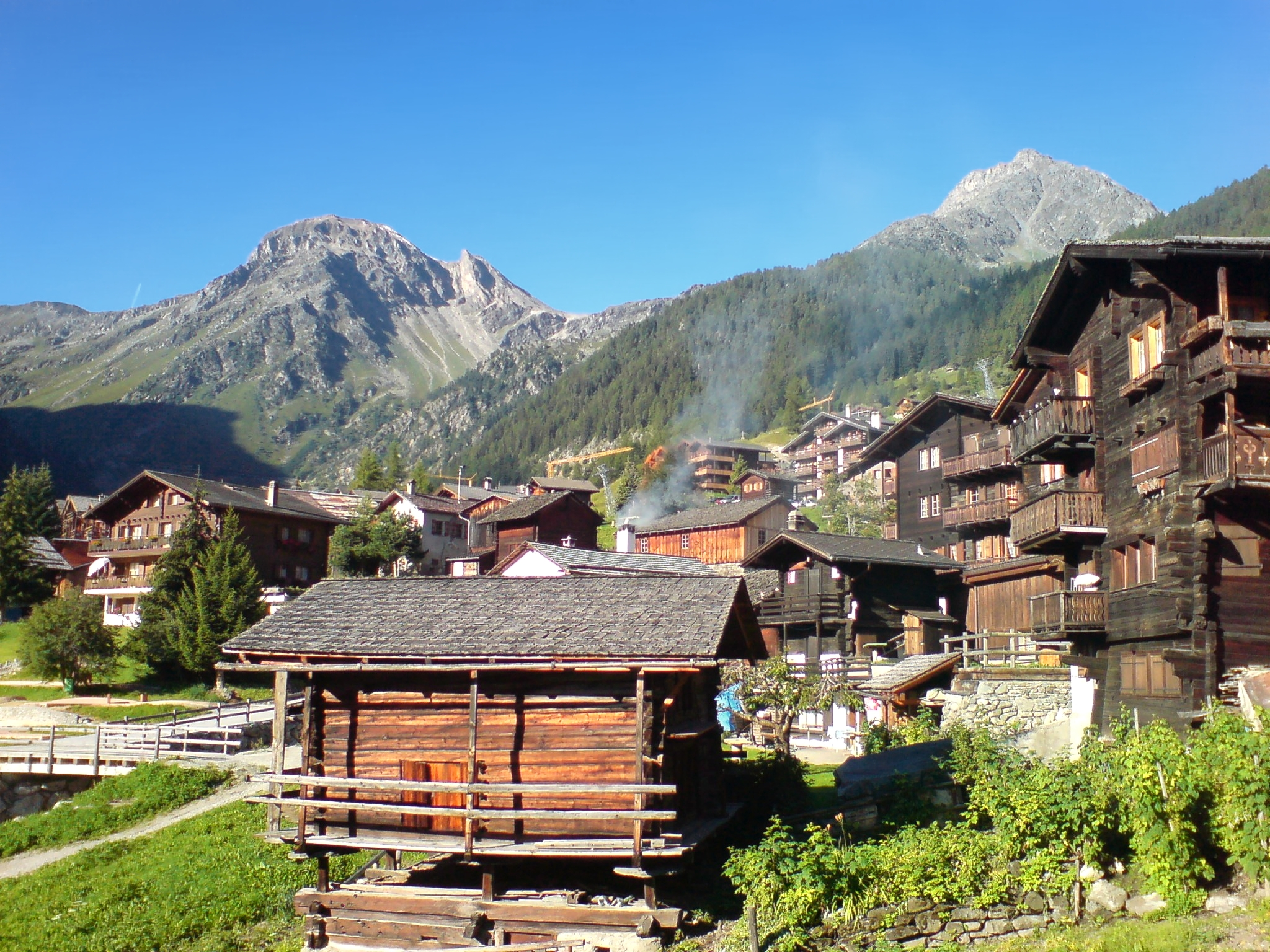
Grimentz
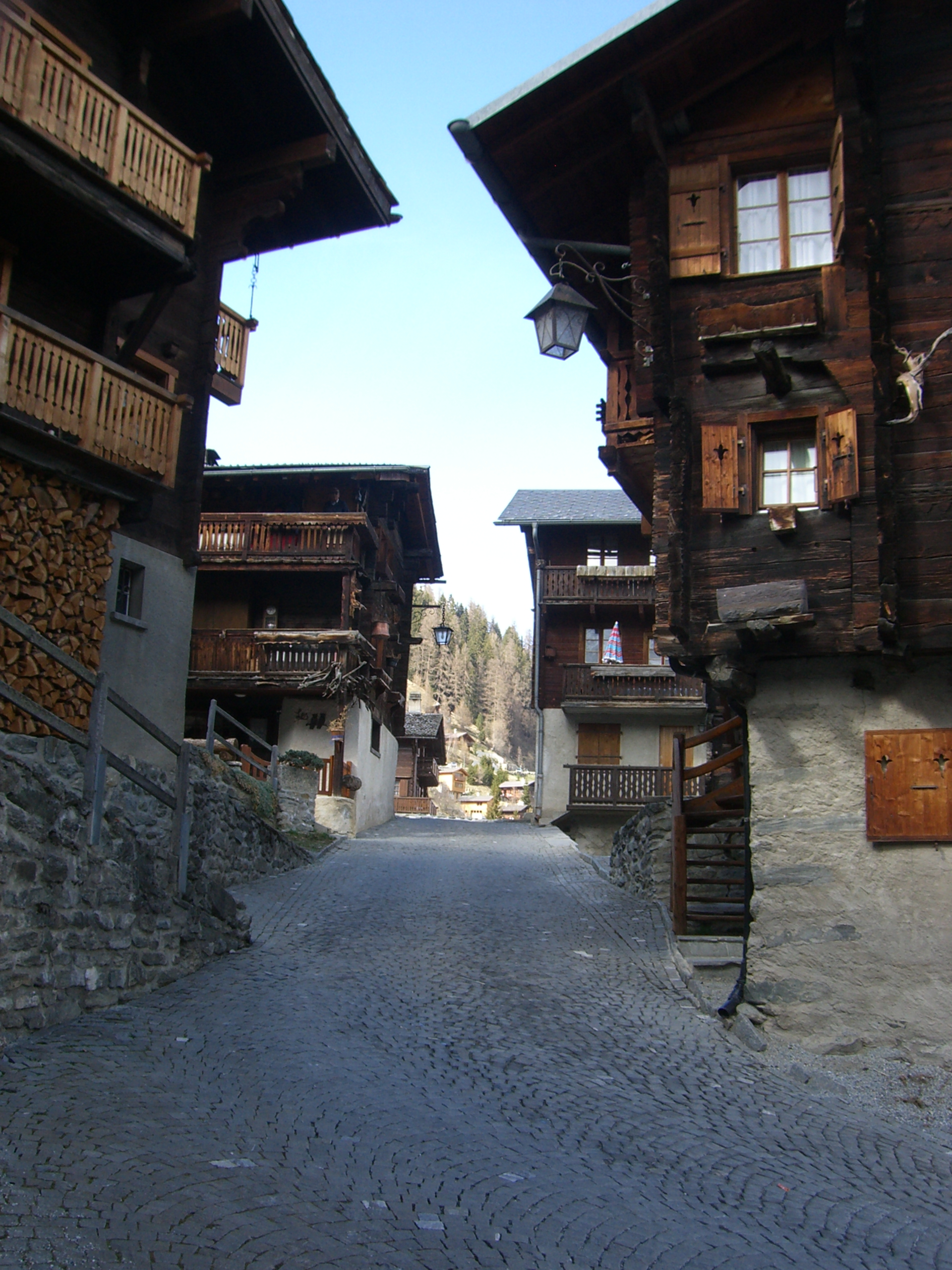
Grimentz
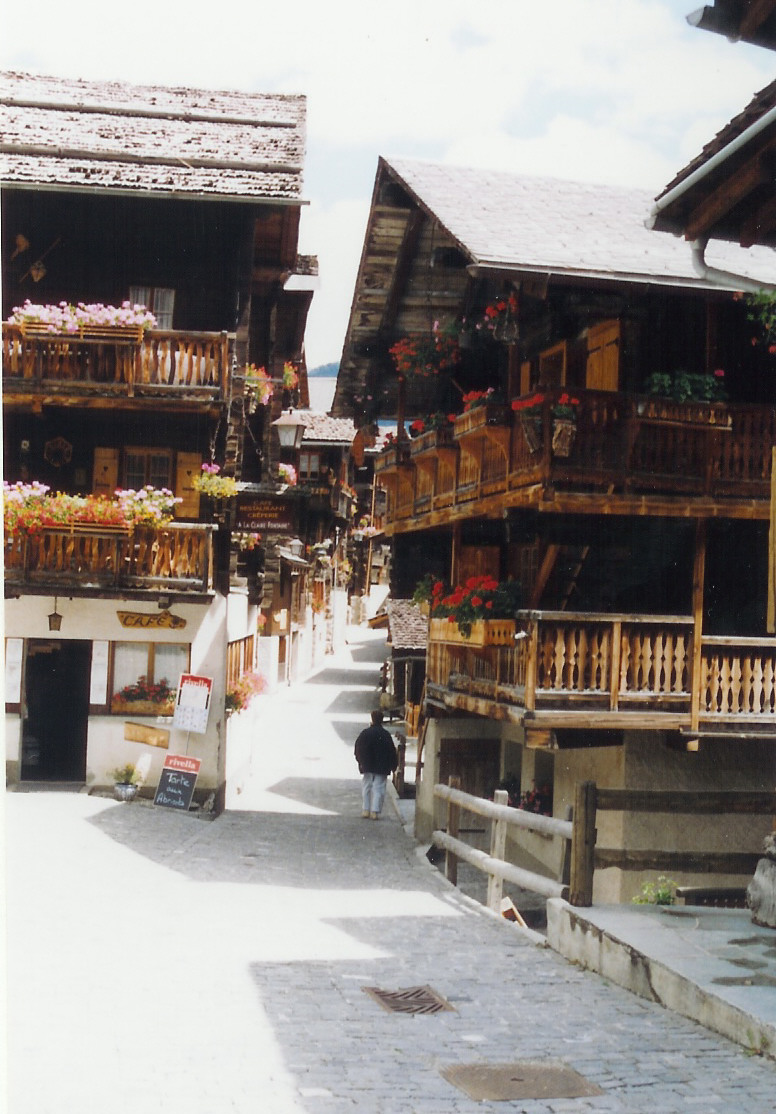
Grimentz
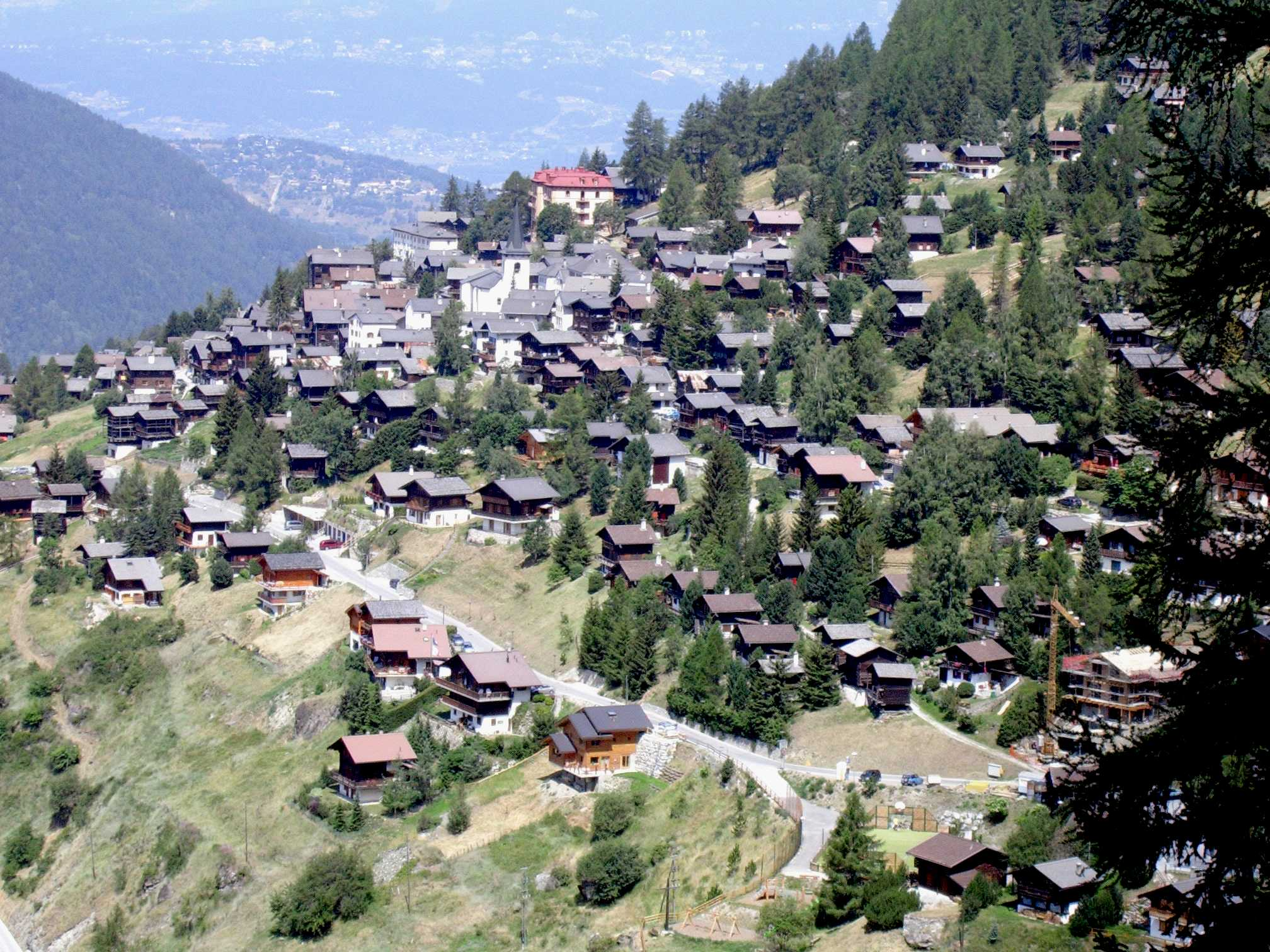
St. Luc